# Tiempo y ritmo
Tiempo y ritmo es una canción que ocupa la cara B del sencillo Embustero y bailarín del grupo español Los Pekenikes, con un arranque bucólico y algo moruno, centrándose pronto en un diálogo entre batería y viento metales. Es de reseñar que, al igual que la cara A del sencillo, aunque Félix Arribas ya figura en la portada del sencillo, no fue el percusionista que grabó el tema, e igual sucede con sus compañeros Vicente Gasca y Pedro Luis García.

## Miembros
- Alfonso Sainz - Guitarra.
- Lucas Sainz - Guitarra.
- Ignacio Martín Sequeros - Bajo eléctrico.
- Tony Luz - Guitarra eléctrica.
- Félix Arribas - Batería, bongó, pero aunque figura como titular se ha insinuado que no intervino en la grabación.[1]
- Trompeta: no acreditado.
- Trombón: no acreditado.
- Flauta: no acreditado.